# Seznam památných stromů v okrese Žďár nad Sázavou
Toto je seznam památných stromů v okrese Žďár nad Sázavou, v němž jsou uvedeny památné stromy na území okresu Žďár nad Sázavou.
| Název                                           | Obrázek                  | Umístění                                                 | Druh | Obvod [v cm] | Kód wikidata      | Galerie                                                           | Poznámka |
| ----------------------------------------------- | ------------------------ | -------------------------------------------------------- | --- | --- | ----------------- | ----------------------------------------------------------------- | --- |
| Lípa velkolistá v Blatinách                     |                          | Blatiny 49°39′5″ s. š., 16°5′49″ v. d.                   | lípa velkolistá | 610 | 100636 Q26785622  |                                                                   | Na okraji obce u čp. 17 |
| Staňkova lípa                                   |                          | Bohdalec 49°28′27″ s. š., 16°3′28″ v. d.                 | lípa velkolistá | 540 | 105428 Q26790035  |                                                                   | V obci na rozhraní pozemku mezi rodinnými domy |
| Buk u kostela                                   |                          | Bohdalov 49°28′48″ s. š., 15°52′28″ v. d.                | buk lesní | 250 | 100600 Q26785573  |                                                                   | Součást kulturní památky kostel svatého Vavřince |
| Lípa v parku Jana Křtitele                      |                          | Bohdalov 49°28′47″ s. š., 15°52′30″ v. d.                | lípa malolistá | 324 | 100599 Q26785569  |                                                                   | V parku Jana Křtitele |
| Borovice u silnice na Bukovou                   |                          | Buková 49°32′21″ s. š., 15°47′47″ v. d.                  | borovice | 120 | 100598 Q26785567  |                                                                   | U silnice na Buková - Nížkov |
| Buk u Býšovce                                   |                          | Býšovec 49°28′33″ s. š., 16°16′51″ v. d.                 | buk lesní | 338 | 105723 Q26790261  |                                                                   | U místní komunikace z Býšovce do Pernštejnských Janovic |
| Lípy velkolisté v Daňkovicích                   |                          | Daňkovice 49°39′25″ s. š., 16°8′48″ v. d.                | lípa velkolistá (2) | 0 | 100618 Q26783275  |                                                                   | V obci, u dílen ZD; obvod kmenů 335 cm, 510 cm |
| Lavického buk                                   |                          | Dolní Radslavice 49°21′2″ s. š., 16°3′12″ v. d.          | buk lesní | 325 | 100609 Q26785581  |                                                                   | cca 300 m od obce, směrem na Lhotku, lokalita "Na kopci pod bučím" |
| Tis červený v Dolní Rozsíčce                    |                          | Dolní Rozsíčka 49°27′30″ s. š., 16°11′45″ v. d.          | tis červený | 0 | 105681 Q26790228  |                                                                   | Na severovýchodním okraji obce za hospodářským stavením; šestikmen |
| Lípa u Hlaváčova mlýna                          |                          | Frankův Zhořec 49°21′51″ s. š., 15°55′21″ v. d.          | lípa | 572 | 104728 Q26789358  | Kategorie „Lípa u Hlaváčova mlýna“ na Wikimedia Commons           | Poblíž soutoku potoků Žďárka a Měřínského, vedle bývalého mlýna |
| Alej javorů stříbrných u Fryšavy †              |                          | Fryšava pod Žákovou horou 49°37′57″ s. š., 16°2′9″ v. d. | javor stříbrný | 0 | 100616 Q134966898 | Kategorie „Alej javorů stříbrných u Fryšavy“ na Wikimedia Commons | Po obou stranách cesty od Fryšavy na Křivý Javor. V aleji najdete asi 41 stromů, obvod v průměru 250 cm, výška v průměru 17 m a stáří přes 150 let. Právní ochrana byla v roce 2012 zrušena z důvodů nízkého významu dřevin a přílišné ekonomické náročnosti na údržbu, neodpovídající významu aleje. |
| Silniční alej Herálec – Brušovec                |                          | Herálec 49°41′13″ s. š., 15°59′39″ v. d.                 | javor mléč (15) javor klen (82) javor stříbrný (1) jeřáb ptačí (41) ostatní listnaté tvrdé (1) olše lepkavá (1) lípa malolistá (1) bříza bělokorá (3) | 0 | 100615 Q26791040  | Kategorie „Silniční alej Herálec – Brušovec“ na Wikimedia Commons | Po obou stranách silnice z Herálce do Brušovce |
| Bílkova lípa                                    |                          | Horní Bobrová 49°28′36″ s. š., 16°6′13″ v. d.            | lípa zelená | 312 | 104852 Q26789505  |                                                                   | Na louce na jihovýchod od Bílkova mlýna |
| Lípy v Horních Borech                           |                          | Horní Bory 49°25′32″ s. š., 16°1′42″ v. d.               | lípa (3) | 0 | 100612 Q26783281  |                                                                   | Na návsi, v parku u kříže |
| Mléč v Horních Borech                           |                          | Horní Bory 49°25′55″ s. š., 16°2′9″ v. d.                | javor mléč | 225 | 100610 Q26785585  | Kategorie „Mléč v Horních Borech“ na Wikimedia Commons            | Uprostřed pole, cca 100 m od cesty k rybníku Těšík, cca 1 km od Horních Borů |
| Javor mléč v Chlumětíně †                       |                          | Chlumětín                                                | javor mléč | 490 | 100633            |                                                                   | V zahradě za prodejnou |
| Lípa na Kříbu                                   |                          | Jámy 49°31′57″ s. š., 15°59′58″ v. d.                    | lípa malolistá | 415 | 100592 Q12034641  | Kategorie „Lípa na Kříbu“ na Wikimedia Commons                    | na Kříbu |
| Lípa velkolistá v Jimramovských Pavlovicích     |                          | Jimramovské Pavlovice 49°36′58″ s. š., 16°11′55″ v. d.   | lípa velkolistá | 550 | 100632 Q26785615  |                                                                   | u bývalého lihovaru |
| Humpolíčkova Lípa                               |                          | Kovářová 49°28′22″ s. š., 16°19′ v. d.                   | lípa malolistá | 455 | 100590 Q26785549  |                                                                   | V zahradě za hospodářskými objekty u čp. 7 |
| Lípa velkolistá v Krásném                       |                          | Krásné 49°40′58″ s. š., 16°8′49″ v. d.                   | lípa velkolistá | 490 | 100608 Q26785578  |                                                                   | U silnice na okraji obce u čp. 35 |
| Lípa velkolistá v Krásném †                     |                          | Krásné                                                   | lípa velkolistá | 715 | 104409            |                                                                   | Před domem čp. 9. Souřadnice: 49°40′41″ s. š., 16°8′33″ v. d. ověřit. |
| Lípa srdčitá v Kuklíku †                        |                          | Kuklík 49°38′1″ s. š., 16°8′59″ v. d.                    | lípa malolistá | 500 | 100630            |                                                                   | V zahradě za prodejnou Jednota |
| Lípa v Kuklíku                                  | Lípa v Kuklíku           | Kuklík 49°37′5″ s. š., 16°6′30″ v. d.                    | lípa velkolistá | 820 | 100635 Q12034694  | Kategorie „Kuklík - Chobotský dvůr“ na Wikimedia Commons          | Na okraji zahrady, na konci osady v části Chobotský dvůr |
| Javor klen v Lísku                              | Javor klen v Lísku       | Lhota 49°34′40″ s. š., 16°11′13″ v. d.                   | javor klen | 430 | 100628 Q26785611  |                                                                   | U polní cesty za stodolami, cca 100 m od kostela |
| Buk lesní u Lhotky                              |                          | Lhotka 49°35′5″ s. š., 15°59′43″ v. d.                   | buk lesní | 450 | 100629 Q26785613  |                                                                   | Uprostřed polí na návrší nad Lhotkou, cca 500 m západoseverozápadně od obce. Obvod kmene je 510 cm, výška 24 m, stáří 270 let. |
| Mitášova lípa v Lísku †                         |                          | Lísek 49°34′52″ s. š., 16°11′3″ v. d.                    | lípa velkolistá | 525 | 100623            |                                                                   | V zahradě u čp. 35 nad rybníčkem. Právní ochrana stromu byla zrušena z důvodu havarijního stavu stromu - napadení dřevomorem kořenovým, strom byl skácen. |
| Smrčkova lípa v Lísku                           | Smrčkova lípa v Lísku    | Lísek 49°34′59″ s. š., 16°11′12″ v. d.                   | lípa velkolistá | 520 | 100619 Q26785594  |                                                                   | V zahradě u domu čp. 22 |
| Lípy srdčité                                    | Lípy srdčité             | Lískovec 49°28′55″ s. š., 16°19′8″ v. d.                 | lípa malolistá (2) | 0 | 100589 Q26783264  |                                                                   | za budovou bývalé obecní školy v Lískovci; vysazeny na památku významných událostí v historii republiky v r. 1918 a v r. 1938 |
| Lípa velkolistá v Křižánkách                    |                          | Moravské Křižánky 49°41′8″ s. š., 16°3′54″ v. d.         | lípa velkolistá | 547 | 100634 Q26785618  |                                                                   | V zahradě u čp. 101, u silnice před prodejnou |
| Lípa velkolistá v Křižánkách (Slámova lípa) †   |                          | Moravské Křižánky 49°41′12″ s. š., 16°3′53″ v. d.        | lípa velkolistá | 625 | 100631            |                                                                   | U čp. 20, pod silnicí za humny u přístavku |
| Hrušeň obecná †                                 |                          | Netín                                                    | hrušeň obecná | 284 | 100603            |                                                                   | Vlevo na návrší za obci od polní cesty za pilou k Fňukalově hájence, lokalita Křib |
| Borovice u nádraží                              |                          | Nížkov 49°33′7″ s. š., 15°48′12″ v. d.                   | borovice | 160 | 100583 Q26785534  |                                                                   | U nádraží |
| Dvě lípy malolisté                              |                          | Nové Dvory 49°33′46″ s. š., 15°48′53″ v. d.              | lípa malolistá (2) | 0 | 100571 Q26783294  |                                                                   | Vpravo od místní komunikace, cca 300 m jižně od obce u křížku |
| Alej osvobození                                 |                          | Nové Město na Moravě 49°33′33″ s. š., 16°5′3″ v. d.      | javor klen | 0 |                   |                                                                   | Dne 8. 4. 1928 bylo vysázeno 80 javorů klenů podél cesty od evangelického hřbitova na kopec Kaplisko - Tři kříže. Stromy byly vysázeny na památku novoměstských občanů, kteří padli během 1. světové války. |
| Lípy velkolisté v Novém Městě na Moravě †       |                          | Nové Město na Moravě 49°34′1″ s. š., 16°4′23″ v. d.      | lípa velkolistá (2) | 600 | 100604            |                                                                   | Dvě lípy velkolisté, obvod stromu 600 a 345 cm, výška stromu 36 a 33 m, stáří přes 300 a 200 let. Starší lípa byla odpamátněna z důvodu špatného fyzického stavu - torzo u hlavní brány. |
| Lípy u kostela                                  |                          | Obyčtov 49°29′58″ s. š., 16° v. d.                       | lípa velkolistá (5) | 0 | 104943 Q26783290  | Kategorie „Lípy u kostela (Obyčtov)“ na Wikimedia Commons         | U kostela v Obytčově; obvod kmenů: 520 cm, 350 cm, 345 cm, 335 cm, 290 cm |
| Javor klen v Odranci                            |                          | Odranec 49°36′39″ s. š., 16°8′26″ v. d.                  | javor klen | 440 | 100613 Q26785591  |                                                                   | Na travnatém svahu před čp. 24 |
| Alej ke dvoru Cinzndorf                         |                          | Olešná 49°32′56″ s. š., 16°6′28″ v. d.                   | lípa velkolistá (31) jírovec maďal (23) | 0 | 100617 Q26790892  |                                                                   | Alej lip velkolistých a jírovců maďalů, celkem 54 kusů, najdete je po obou stranách cesty ke dvoru Cinzendorf; Obvod kmene 200–350 cm, výška 18–22 m, stáří 150–200 let. |
| Lípa velkolistá v Olešné                        |                          | Olešná 49°32′48″ s. š., 16°7′29″ v. d.                   | lípa velkolistá | 525 | 100620 Q26785598  |                                                                   | U silnice na křižovatce před kostelem |
| Bartuškova lípa v Olší                          |                          | Olší nad Oslavou 49°24′14″ s. š., 15°59′28″ v. d.        | lípa | 450 | 100611 Q26785589  |                                                                   | Na okraji obce směrem k Netínu, mezi stodolami |
| Dub v Oslavičce                                 | Dub v Oslavičce          | Oslavička 49°19′4″ s. š., 15°57′49″ v. d.                | dub letní | 683 | 100779 Q26785956  | Kategorie „Dub v Oslavičce“ na Wikimedia Commons                  | Po levé straně silnice do Nového Telečkova, na mezi za dvorem (objekt ZD), cca 200 m od železniční zastávky Oslavička); v r. 2002 praskl |
| Stromořadí u Bažantnice                         | Stromořadí u bažantnice  | Oslavička 49°19′8″ s. š., 15°58′33″ v. d.                | habr obecný (3) javor klen (1) lípa velkolistá (19) lípa malolistá (9)                                                                                | 0 | 100724 Q26790887  |                                                                   | Po obou stranách silnice od Bažantnice k Osové, která přetíná silnici z Oslavičky do Rohů obvod kmenů od 170 cm do 427 cm |
| Dub v Nesměři                                   | Dub v Nesměři            | Osové 49°19′13″ s. š., 16°1′25″ v. d.                    | dub letní | 0 | 105284 Q26789765  | Kategorie „Dub v Nesměři“ na Wikimedia Commons                    | V zahrádkářské lokalitě Nesměř-Osové, na soukromé zahradě chaty č. 1 |
| Lípa v Pavlínově                                |                          | Pavlínov 49°20′48″ s. š., 15°52′37″ v. d.                | lípa malolistá | 401 | 104843 Q26789466  |                                                                   | Uprostřed obce v oplocené zahradě bývalé myslivny |
| Lípa u Dvořáků                                  |                          | Podlesí 49°40′8″ s. š., 16°6′26″ v. d.                   | lípa malolistá | 375 | 100569 Q26785511  |                                                                   | za hotelem Podlesí |
| Lípa u kapličky Svatého Kříže (Lípa v Polničce) |                          | Polnička 49°36′13″ s. š., 15°55′30″ v. d.                | lípa malolistá | 645 | 100568 Q26785509  |                                                                   | V blízkosti silnice na Žďár nad Sázavou, u kapličky Sv. Kříže |
| Lípa srdčitá †                                  |                          | Prosetín                                                 | lípa malolistá | 390 | 100580            |                                                                   | Na okraji pole za zahradami obce |
| Prosetínský dub                                 |                          | Prosetín 49°31′38″ s. š., 16°23′45″ v. d.                | dub letní | 452 | 106095 Q26790760  | Kategorie „Prosetínský dub“ na Wikimedia Commons                  | V obci na evangelickém hřbitově vedle kostela |
| Lípa velkolistá v Račíně †                      |                          | Račín 49°36′56″ s. š., 15°52′ v. d.                      | lípa velkolistá | 500 | 100621            |                                                                   | V obci před budovou polesí |
| Javor klen u Radňovic †                         |                          | Radňovice                                                | javor klen | 450 | 100624            |                                                                   | U silnice k Novému Městu |
| 2 lípy u kostela                                |                          | Radostín nad Oslavou 49°27′44″ s. š., 15°57′57″ v. d.    | lípa (2) | 0 | 100579 Q26783288  |                                                                   | U kostela |
| Lípy u Rousměrova                               |                          | Rousměrov 49°27′13″ s. š., 16°1′49″ v. d.                | lípa (4) | 0 | 100605 Q26783280  | Kategorie „Lípy u Rousměrova“ na Wikimedia Commons                | V polích okolo mramorového kříže, za obcí směrem k železnici, kdysi na rozcestí |
| Legionářův buk u Huťského dvora                 |                          | Sázava                                                   | buk lesní | 360 | 106254 Q73601827  |                                                                   | V poli u božích muk nedaleko Huťského dvora. |
| Krušinova lípa                                  |                          | Sejřek 49°26′13″ s. š., 16°18′29″ v. d.                  | lípa velkolistá | 370 | 100577 Q26785529  |                                                                   | V blízkosti stodoly u čp. 12 |
| Lípa †                                          |                          | Sejřek 49°26′9″ s. š., 16°18′32″ v. d.                   | lípa malolistá | 340 | 100576 Q26785526  |                                                                   | U hasičské zbrojnice v obci. Ochrana zrušena 31. srpna 2023. |
| Šindelkovy lípy                                 |                          | Sejřek 49°26′3″ s. š., 16°18′26″ v. d.                   | lípa malolistá (2) | 0 | 100578 Q26783269  |                                                                   | V severozápadní části obce u obecní cesty směrem na Rakové u křížku z r. 1895 – založení sboru dobrovolných hasičů |
| Lípy ve Skřinářově                              |                          | Skřinářov 49°20′57″ s. š., 16°10′16″ v. d.               | lípa malolistá (2) | 0 | 105291 Q26783277  |                                                                   | V obci mezi hospodářským stavením a zahradou, po stranách dřevěného kříže |
| Lípy u hřbitova ve Spělkově                     |                          | Spělkov 49°40′34″ s. š., 16°9′26″ v. d.                  | lípa malolistá lípa velkolistá | 533 | 106049 Q26783270  |                                                                   | Dvě lípy mimo obec u hřbitovní zdi přibližně 3 m od sebe u zvoničky 1. Lípa velkolistá kategorii veterán s rozměry: výška 29 m, obvod kmene 533 cm na pozici vlevo od vchodu. 2. Lípa malolistá v kategorii dospělec s rozměry: výška 29 m, obvod kmene 330 cm na pozici vpravo od vchodu. |
| Dub                                             |                          | Starý Telečkov 49°27′36″ s. š., 15°53′45″ v. d.          | dub zimní | 600 | 104738 Q26789366  |                                                                   | U lesa |
| Jilm drsný †                                    |                          | Starý Telečkov 49°27′31″ s. š., 15°53′58″ v. d.          | jilm horský | 330 | 104730 Q26789359  |                                                                   | U čp. 1 ve Starém Telečkově. Ochrana stromu zrušena 17. srpna 2023. |
| Javor klen v trati V Lísku                      |                          | Střítež                                                  | javor klen | 260 | 106245 Q73601785  |                                                                   | Roste solitérně v západní části katastrálního území Střítež u Buková, v blízkosti hranice louky a oraného pole, v úžlabí (v nadmořské výšce 510 m n. m.), pod nedalekým vrcholkem kopce (533,4 m n. m. západním směrem) a úpatím kopce nacházejícího se východním směrem s nadmořskou výškou 583, 8 m n. m. V jeho blízkosti pak západním směrem pokračuje mez mezi dvěma loukami, která tvoří dle katastru nemovitostí pozemek p.č. 331/7 v k.ú. Střítež u Buková, druhu trvalý travní porost, na němž roste též výše uvedený strom (v blízkosti jižní hranice pozemku). Severozápadním směrem se ve vzdálenosti cca 250 m nachází zřícenina hradu Lísek. |
| Lípa Studnice                                   |                          | Studnice 49°36′18″ s. š., 16°5′23″ v. d.                 | lípa velkolistá | 550 | 105358 Q26789808  |                                                                   | na okraji obce za polní cestou vedoucí od kapličky v náletovém porostu. |
| Škrdlovická lípa                                | Škrdlovická lípa         | Škrdlovice 49°38′5″ s. š., 15°55′43″ v. d.               | lípa velkolistá | 635 | 100602 Q10406524  | Kategorie „Škrdlovická lípa“ na Wikimedia Commons                 | v obci na pravé straně komunikace před odbočkou směrem na Světnov |
| Buk lesní na k.ú. Tři Studně                    | Torzo buku lesního       | Tři Studně 49°37′7″ s. š., 16°1′19″ v. d.                | buk lesní | 510 | 100627 Q26785608  | Kategorie „Buk lesní u Tří Studní“ na Wikimedia Commons           | Cca 1 km severozápadně od obce na okraji lesního porostu Ořešina, obvod kmene byl 510 cm, výška 22 m, stáří asi 270 let. K 29. září 2018 zbylo pouze torzo. |
| Tři lípy velkolisté                             | Lípy velkolisté v Ujčově | Ujčov 49°28′57″ s. š., 16°20′9″ v. d.                    | lípa velkolistá (3) | 0 | 100575 Q26783260  | Kategorie „Famous trees in Ujčov“ na Wikimedia Commons            | Před kulturním domem |
| Jilm drsný u Božích muk                         |                          | Vatín 49°31′40″ s. š., 15°58′7″ v. d.                    | jilm horský | 315 | 100574 Q26785524  |                                                                   | Za obcí u Božích muk |
| Lípy u křížku                                   |                          | Velká Losenice 49°34′28″ s. š., 15°50′11″ v. d.          | lípa malolistá | 0 | 104729 Q26783284  |                                                                   | V polích u křížku směrem na Nové Dvory, v r. 2003 zrušena ochrana 1 lípy, která při vichřici spadla |
| Ambrožův dub                                    | Ambrožův dub             | Vídeň 49°23′30″ s. š., 16°1′41″ v. d.                    | dub | 430 | 100607 Q26785576  | Kategorie „Ambrožův dub ve Vídni“ na Wikimedia Commons            | Na mezi cca 60 m severozápadně od bývalých teletníků ZD |
| Navrátilova lípa                                | Navrátilova lípa         | Vír 49°33′22″ s. š., 16°19′5″ v. d.                      | lípa velkolistá | 440 | 106055 Q26790667  | Kategorie „Navrátilova lípa“ na Wikimedia Commons                 | V obci cca 15 m od hlavní komunikace v blízkosti čp. 48 |
| Valnerova lípa                                  | Valnerova lípa           | Vír 49°33′28″ s. š., 16°19′18″ v. d.                     | lípa malolistá | 470 | 106086 Q26790733  | Kategorie „Valnerova lípa“ na Wikimedia Commons                   | V blízkosti domu čp. 18 |
| Lípa velkolistá ve Vlachovicích †               |                          | Vlachovice 49°35′49″ s. š., 16°2′38″ v. d.               | lípa velkolistá | 465 | 100622            |                                                                   | Na dvoře čp. 18 |
| Buk ve Vojnově Městci                           |                          | Vojnův Městec 49°40′42″ s. š., 15°53′9″ v. d.            | buk lesní | 361 | 100570 Q26785516  |                                                                   | U plotu u Vojnoměsteckého potoka. Obvod kmene je 361 cm, výška 17 m, stáří asi 120 let. |
| Javor klen ve Vříšti                            | Javor klen ve Vříšti     | Vříšť 49°38′5″ s. š., 16°7′8″ v. d.                      | javor klen | 440 | 100625 Q26785602  |                                                                   | Před domem čp. 1 (Panský dům) |
| Lípa srdčitá u kaple                            |                          | Znětínek 49°28′10″ s. š., 15°55′32″ v. d.                | lípa malolistá | 350 | 100573 Q26785521  |                                                                   | U kaple |
| Lípa ve Zvoli                                   |                          | Zvole 49°29′37″ s. š., 16°10′41″ v. d.                   | lípa malolistá | 420 | 100572 Q26785519  |                                                                   | V centru obce nedaleko kostela a obecního rybníku |
| Buk u Zelené hory                               |                          | Žďár nad Sázavou                                         | buk lesní | 377 | 106244 Q73601781  | Kategorie „Buk u Zelené hory“ na Wikimedia Commons                | Mohutný solitérní jedinec s mohutnými kořenovými náběhy u západní cesty do areálu poutního místa Zelená hora. |
| Lípa srdčitá ve Žďáru nad Sázavou               |                          | Žďár nad Sázavou 49°35′14″ s. š., 15°55′51″ v. d.        | lípa malolistá | 780 | 100626 Q26785605  |                                                                   | U oplocení podniku TOKOZ, vedle cyklostezky |
| Lipové stromořadí v zámku Žďáru †               |                          | Žďár nad Sázavou                                         | lípa malolistá (2) lípa velkolistá (17) | & Chyba ve výrazu: Neočekávaný operátor / Chyba ve výrazu: Neočekávaný operátor / Chyba ve výrazu: Neočekávaný operátor / Chyba ve výrazu: Neočekávaný operátor / Chyba ve výrazu: Neočekávaný operátor / Chyba ve výrazu: Neočekávaný operátor / Chyba ve výrazu: Neočekávaný operátor / Chyba ve výrazu: Neočekávaný operátor / Chyba ve výrazu: Neočekávaný operátor / Chyba ve výrazu: Neočekávaný operátor / Chyba ve výrazu: Neočekávaný operátor / Chyba ve výrazu: Neočekávaný operátor / Chyba ve výrazu: Neočekávaný operátor / Chyba ve výrazu: Neočekávaný operátor / Chyba ve výrazu: Neočekávaný operátor / -1.0000-0 | 100614            |                                                                   | V zahradě zámku ve Žďáru nad Sázavou. Ochrana zrušena 23. února 2009. |